# Xarelete-carvoeiro
O xarelete-carvoeiro (nome científico: Caranx ruber), também conhecido popularmente como xaréu-carvoeiro, garajuba, guaraiúba, guarajuba, xarelete-azul ou guaricema, é um peixe carangiforme da família dos carangídeos (Carangidae).

## Etimologia
Xarelete é uma palavra composta de xaréu + -ete, onde -u- foi assumido como -l-. Seu primeiro registro foi em 1911, como xerelete. Xaréu tem origem obscura, mas segundo Antenor Nascentes pode ter origem ameríndia. Foi registrado em 1654 como xarèo e em 1831 como charéo. Garajuba, e suas variantes guarijuba e guarajuba, derivam do tupi gwara'yuba ou wara'yuba no sentido de "peixe". Guaricema, ou sua variante guaracema, deriva do tupi gwara'sïma com o sfentido de "espécie de xaréu". O nome genérico Caranx deriva do francês carangue, que é utilizado na região do Caribe para se referir aos peixes do grupo.

## Taxonomia e sistemática
O xarelete-carvoeiro foi cientificamente descrito pela primeira vez com o nome de Scomber ruber por Marcus Bloch, em 1793, com base num espécime coletado na costa leste da América, que foi designado como holótipo. A espécie faz parte da família dos carangídeos (Carangidae) e subfamília dos carangíneos (Caranginae). Bloch incluiu a espécie entre as cavalinhas do gênero Scomber, o que era comum na época, já que o gênero Caranx e a família dos carangídeos só foram criados em 1801 por Bernard Germain de Lacépède. Desde 1801, a espécie tem sido colocada alternadamente nos gêneros Carangoides ou Caranx, permanecendo com status taxonômico algo ambíguo. Um dos motivos para essa confusão reside na dificuldade de distinguir as espécies desses gêneros em sua área de distribuição no oceano Atlântico. No momento, as principais bases de dados taxonômicas classificam-no dentro de Caranx: Integrated Taxonomic Information System (ITIS), World Register of Marine Species (WoRMS) FishBase e Encyclopedia of Life (EOL). É morfologicamente similar ao xarelete-amarelo (Caranx bartholomaei). Um estudo recente sobre a sistemática molecular dos carangídeos, utilizando sequências do citocromo b mitocondrial, confirmou que o xarelete-carvoeiro e o xarelete-amarelo possuem forte relação com outros membros conhecidos de Caranx e apenas um parentesco distante com qualquer outra espécie de Carangoides.

## Descrição
O xarelete-carvoeiro é uma espécie de tamanho moderadamente grande. O comprimento total máximo registrado é de 590 milímetros (59 centímetros) para machos e 690 milímetros (69 centímetros) para fêmeas, sendo mais comuns exemplares com cerca de 500 milímetros (50 centímetros). O peso máximo publicado é de 8,2 quilogramas. Apresenta forma corporal típica da maioria dos carangídeos, com um corpo alongado, moderadamente profundo e comprimido, com os perfis dorsal e ventral aproximadamente com a mesma convexidade. A nadadeira dorsal é dividida em duas seções: a primeira com oito raios espinhosos e a segunda com um espinho seguido de 26 a 30 raios moles. A nadadeira anal possui dois espinhos anteriores isolados, seguidos por um espinho e de 23 a 26 raios moles, sendo que os lóbulos das nadadeiras anal e dorsal mole são ligeiramente alongados. As nadadeiras peitorais são falciformes e mais longas que a cabeça, com 19 a 21 raios moles. A linha lateral é moderadamente arqueada na parte anterior, com 17 a 104 escamas, incluindo de 23 a 29 escudetes posteriormente, além de possuir quilhas caudais emparelhadas bilateralmente. O peito é completamente coberto por escamas, o que o diferencia facilmente do xaréu-branco, Caranx hippos. O focinho é moderadamente pontudo, com ambas as mandíbulas apresentando faixas estreitas de dentes viliformes, que se alargam na parte anterior. A mandíbula superior também contém uma fileira externa de dentes recurvados e aumentados. Existem de 10 a 14 rastros branquiais no ramo superior, de 31 a 38 no ramo inferior e um total de 24 vértebras.

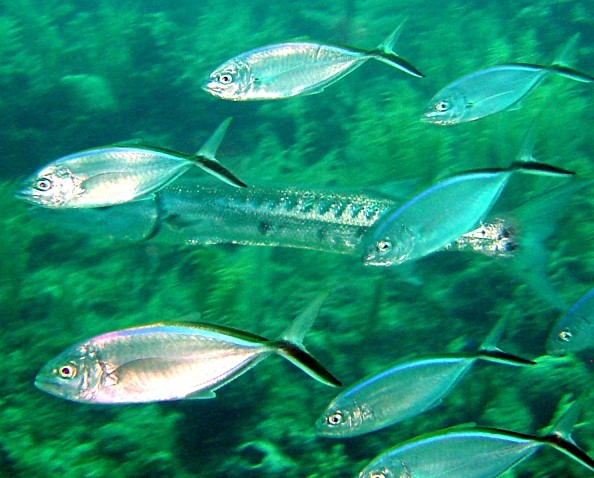
Cardume sobre um recife raso

A coloração do xarelete-carvoeiro varia de cinza a azul-acinzentado na parte superior do corpo, com um brilho prateado, esmaecendo ventralmente para um ventre branco. Como indicado pelo seu nome comum, os adultos apresentam uma faixa horizontal ao longo do dorso, que se estende pelo lobo inferior da nadadeira caudal. Essa faixa varia do marrom-dourado ao preto, frequentemente acompanhada por uma faixa azul-elétrica logo abaixo dela. As demais nadadeiras são de cor pálida, entre acinzentadas e hialinas. Os juvenis apresentam até seis faixas escuras ao longo do corpo e um lobo inferior da cauda mais escuro que o superior, prenunciando a faixa que se desenvolverá posteriormente. Nesses estágios iniciais, são difíceis de distinguir do xarelete-amarelo, sendo a contagem dos rastros branquiais o melhor critério de identificação. Foi observado que todo o corpo pode mudar de coloração para um tom enegrecido quando o peixe se alimenta próximo ao fundo.

## Distribuição e habitat
O xarelete-carvoeiro está presente na América do Norte (Estados Unidos (Nova Jérsei) e México), América Central (Belize, Costa Rica, Guatemala, Honduras, Nicarágua, Panamá e Porto Rico), Caribe (Anguila, Antígua e Barbuda, Aruba, Baamas, Barbados, Bermudas, Bonaire, Santo Eustáquio, Saba, ilhas Caimã, Cuba, Curaçau, Domínica, República Dominicana, Granada, Guadalupe, Haiti, Jamaica, Martinica, Monserrate, São Bartolomeu, São Cristóvão e Neves, Santa Lúcia, São Martinho (francês), São Vicente e Granadinas, São Martinho (neerlandês), Trindade e Tobago, Ilhas Turcas e Caicos, Ilhas Virgens Britânicas e Ilhas Virgens Americanas), América do Sul (Brasil, Colômbia, Suriname e Venezuela), Santa Helena, Ascensão e Tristão da Cunha. No Brasil, existem registros no Parque Estadual Marinho do Parcel de Manuel Luís, na ilha da Trindade e no arquipélago de São Pedro e São Paulo e nos estados do Maranhão, Rio Grande do Norte, Pernambuco, Bahia, Espírito Santo, Rio de Janeiro, São Paulo, Paraná e Santa Catarina.

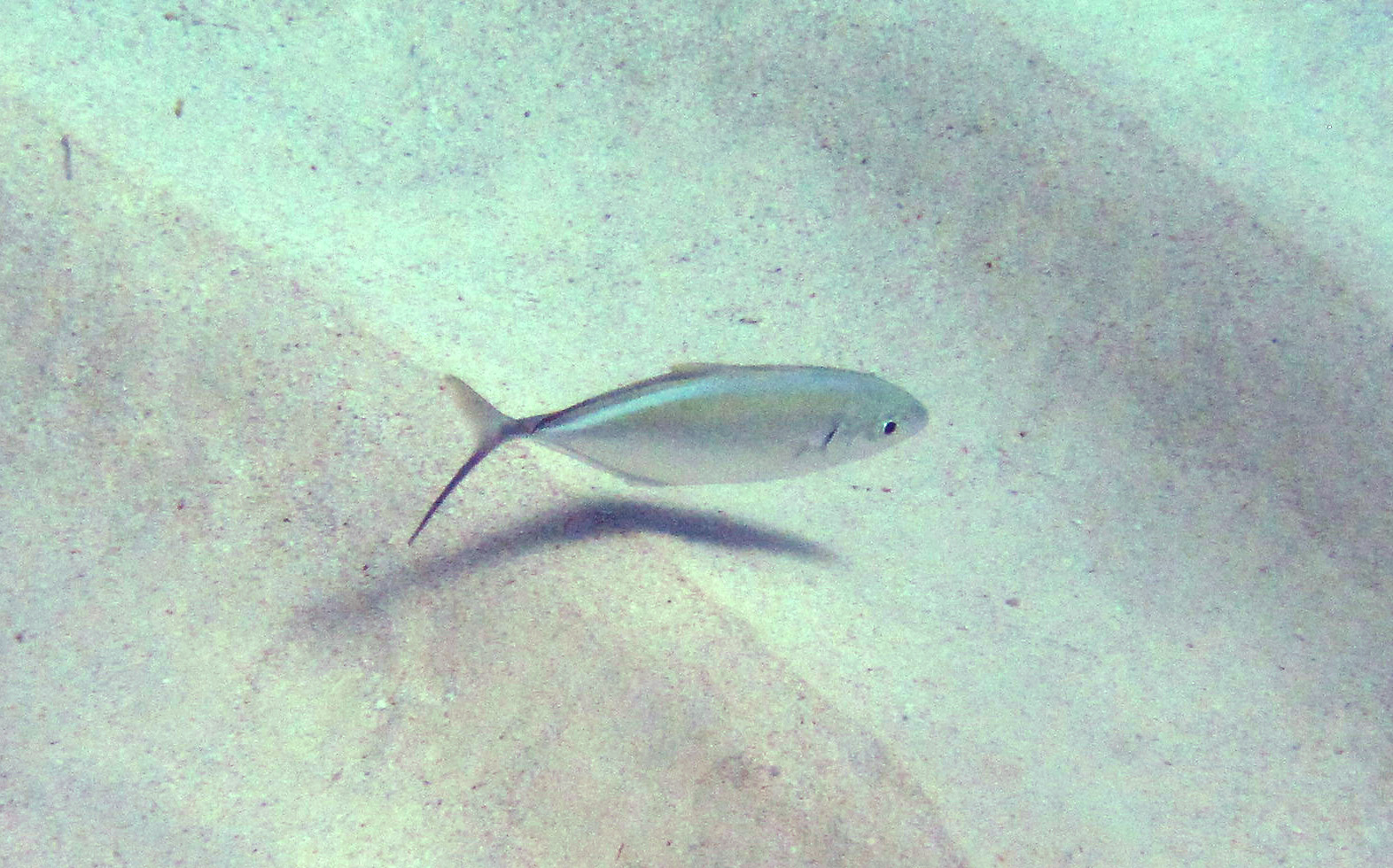
Indivíduo sobre a areia na ilha de São Salvador, nas Baamas

O xarelete-carvoeiro habita águas tropicais e subtropicais. Vive geralmente em ambientes de águas rasas e claras, predominantemente ao redor de recifes de coral, em profundidades de até cerca de 18 metros. Estudos com marcação eletrônica demonstram que a espécie é altamente móvel, não permanecendo por muito tempo sobre um recife específico e movendo-se frequentemente entre recifes, atravessando extensas áreas de fundo arenoso. Frequentemente adentra lagunas a partir de recifes externos, preferindo movimentar-se sobre substratos arenosos nessas águas rasas, muitas vezes formando cardumes junto a barracudas, arraias e tubarões. Diferente de muitas espécies que usam tanto a laguna quanto o recife, o xarelete não apresenta partição etária no uso desses habitats, com juvenis e adultos entrando na laguna para forragear. Registros de exemplares capturados em Santa Helena provêm de montes submarinos em águas com profundidade superior a 100 metros, indicando que a espécie também habita águas pelágicas mais afastadas da costa. Juvenis são frequentemente encontrados sob tapetes flutuantes de sargaço (Sargassum), utilizando as algas como proteção. Também habitam áreas ao redor de docas e pilares de sustentação. Os juvenis podem ser capturados com o uso de equipamentos sabiqui.

## Ecologia
A dieta e a biologia reprodutiva do xarelete-carvoeiro são relativamente bem documentadas, com a maioria dos estudos concentrados nas águas de Cuba durante a década de 1980, sendo quase toda essa pesquisa publicada originalmente em língua russa na revista Voprosy Ikhtiologii, posteriormente traduzida para o inglês como Journal of Ichthyology. Os deslocamentos da espécie entre diferentes áreas de recife também foram estudados, conforme descrito anteriormente. O xarelete é frequentemente predado por vários outros grandes carangídeos, bem como por dourados-do-mar (Coryphaena), cavalinhas, marlins e diversas espécies de aves marinhas.

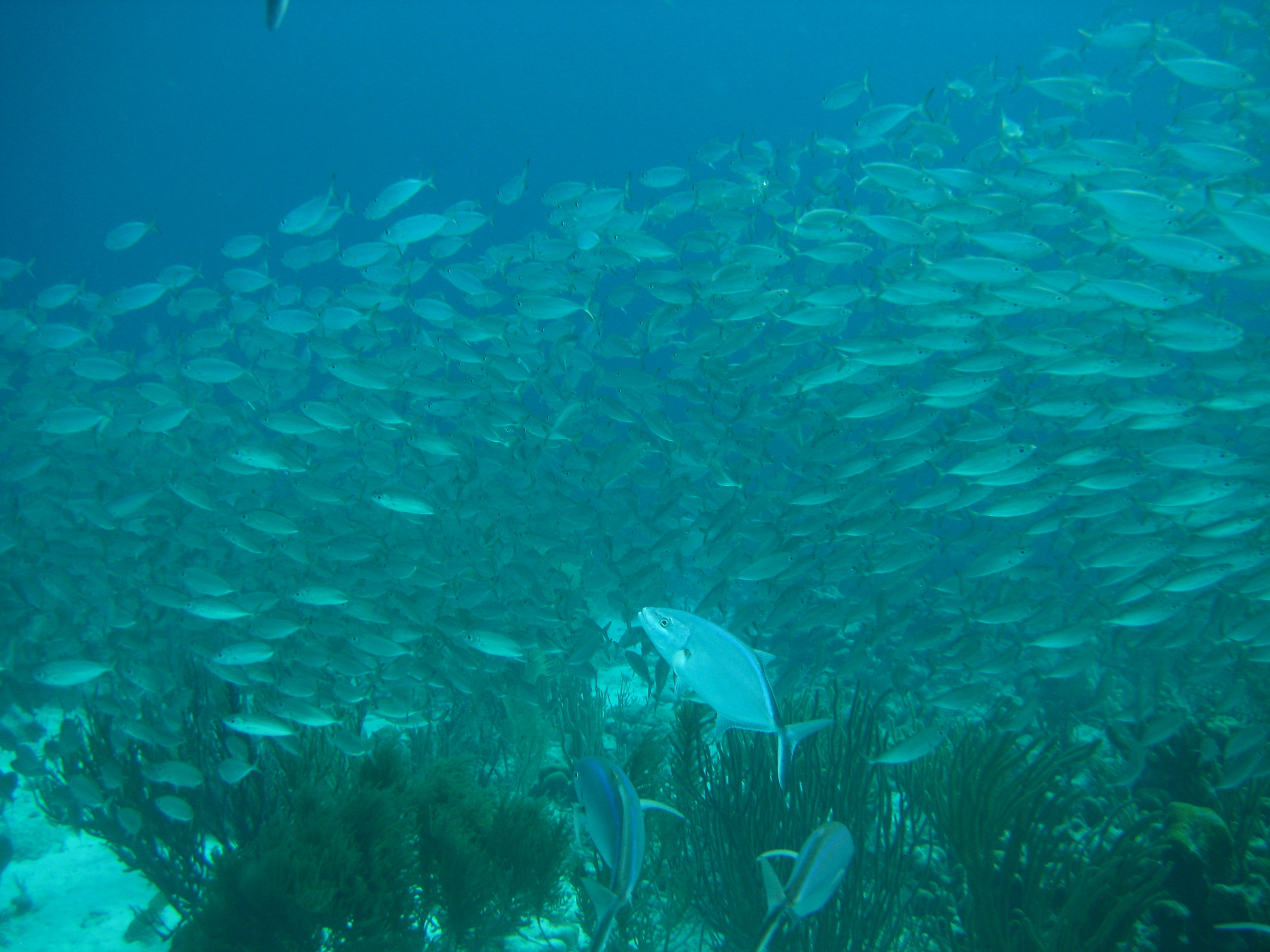
Xareletes-carvoeiros pastoreando um cardume de peixes forrageiros

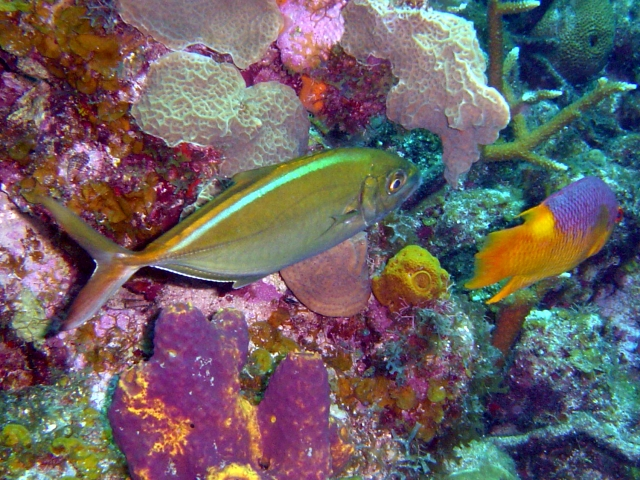
Indivíduo forrageando ao lado de um bodião-papagaio num recife de coral

### Dieta
O xarelete-carvoeiro é um predador bentopelágico, capturando suas presas tanto na coluna d'água quanto ao longo do fundo marinho. Sua dieta consiste principalmente de peixes ósseos, representando até 90% da alimentação em alguns estudos, sendo que crustáceos planctônicos e pequenos cefalópodes (polvos, lulas e sépias) são consumidos em volumes menores. Há uma mudança significativa na dieta com o crescimento, observada em peixes estudados em Cuba, o que pode reduzir a competição intraespecífica na espécie. Os jovens preferem organismos planctônicos, predominantemente decápodes e larvas de peixes; os indivíduos que atingem a maturidade sexual passam a se alimentar de camarões e pequenos peixes, enquanto os adultos alimentam-se quase exclusivamente de peixes de pequeno porte. As espécies de peixes preferidas pelo xarelete parecem ser, principalmente, pequenos habitantes de fundos arenosos, como blênios e gobídeos, ou habitantes de recifes, como labrídeos, peixes-borboleta e peixes-lixa, sendo que o consumo destes últimos pode levar ao acúmulo de toxina de origem coralínea (ciguatera) na carne do xarelete. Outros itens consumidos em menor quantidade incluem gastrópodes, nematoides, algas bentônicas e diversos crustáceos.
A intensidade da alimentação varia ao longo do ano e está fortemente correlacionada com mudanças na precipitação e nos ventos, durante ciclos climáticos sazonais. Peixes jovens tendem a se alimentar de forma intensa durante todo o ano, mas apresentam picos de consumo na primavera e no outono, enquanto os adultos intensificam a alimentação durante as estações seca e chuvosa, com declínio nos períodos intermediários (inverno e início do verão). Durante os períodos de alimentação intensa, a ingestão diária chega a 3–7% da massa corporal dos peixes, enquanto nos períodos de declínio varia entre 0,5–2%, resultando em um consumo anual total entre 1000% e 1500% do peso corporal. Em um artigo de 1993, Troy Baird descreveu uma associação de forrageamento entre xareletes e Halichoeres radiatus, na qual um xarelete seguia um único labrídeo enquanto este forrageava. Essas associações eram iniciadas por ambos os peixes, com pouca evidência de roubo de presas descobertas, sugerindo um benefício mútuo. Durante o forrageamento com o labrídeo, o xarelete aumenta sua capacidade de detecção de presas, o que é vantajoso para uma espécie mais especializada em caça pelágica, permitindo maior eficiência nesse modo menos comum de obtenção de alimento.

### Reprodução
O xarelete-carvoeiro desova duas vezes por ano, com a época de reprodução relacionada às mudanças sazonais. Durante os períodos de alimentação mais intensa, os peixes acumulam gordura corporal como preparação à desova, que ocorre entre março e agosto em Cuba, com picos entre março–abril e junho–julho. Os peixes se reúnem em cardumes de centenas de indivíduos para desovar (em alguns casos, ultrapassam os milhares), com pares se afastando do grupo para realizar a desova. Estudos indicaram que cada fêmea libera entre 67 e 231 mil ovos, com a fertilização ocorrendo externamente. Os ovos são pelágicos e medem cerca de 0,75 a 0,85 milímetro de diâmetro, eclodindo quando as larvas atingem cerca de dois milímetros de comprimento, com a flexão ocorrendo entre quatro e cinco milímetros. O estágio larval foi amplamente descrito por Richards (2006). As larvas aparecem entre abril e outubro na corrente do Golfo, e apresentam o crescimento mais rápido durante os três primeiros anos de vida. Durante esse estágio inicial, as larvas são muito semelhantes às do xarelete-amarelo e frequentemente formam associações com jangadas de Sargassum pelágico flutuante, que oferecem proteção aos peixes jovens. Os juvenis habitam frequentemente as águas rasas de recifes, mas migram para o mar aberto ao atingirem a maturidade sexual. Devido à ausência de anéis discerníveis nos otólitos, não existem estudos publicados sobre o crescimento do xarelete. Machos e fêmeas atingem a maturidade sexual em comprimentos diferentes: os machos aos 25 centímetros e as fêmeas aos 31 centímetros. Em Belize e nas ilhas Caimã, foram reportadas agregações reprodutivas.

## Conservação

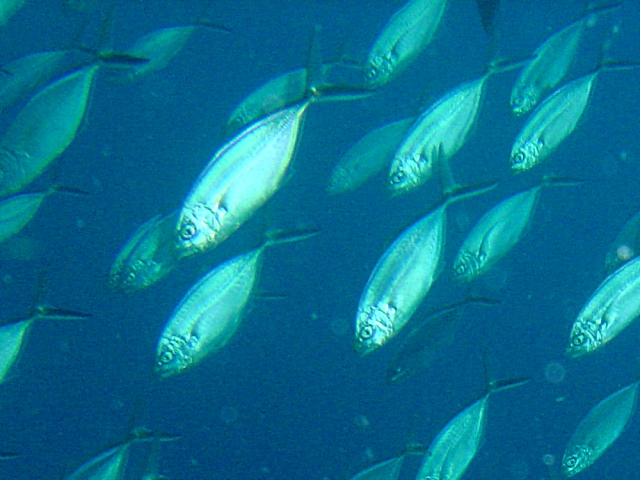
Um cardume em águas abertas

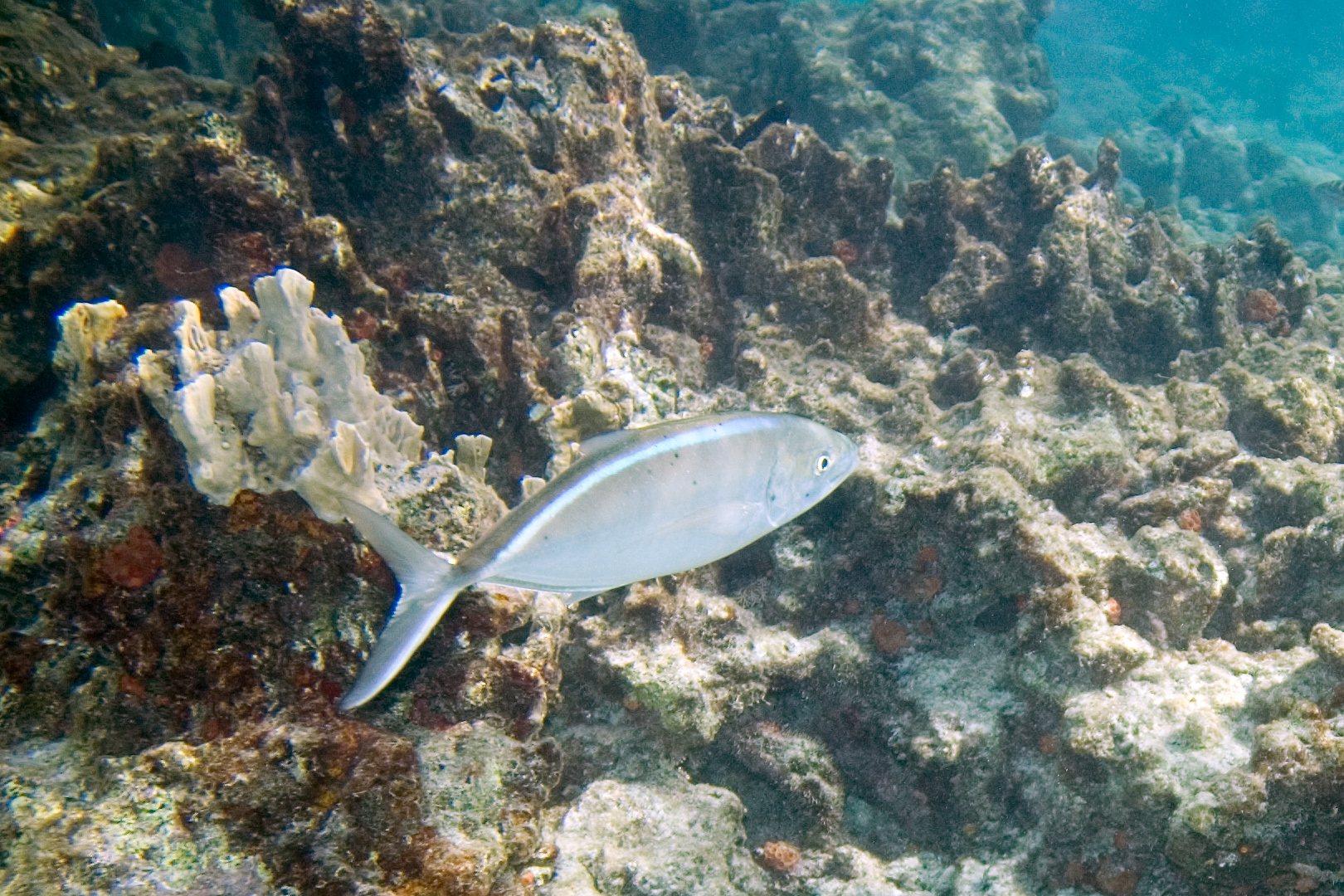
Indivíduo avistado em 2010

A União Internacional para a Conservação da Natureza (UICN) classifica o xarelete-amarelo como uma espécie pouco preocupante (LC), em decorrência de sua ampla distribuição e abundância em seus habitats. É bem representado em coleções de museus e frequentemente registrado em levantamentos de pesca e pesquisas científicas. As atividades pesqueiras atuais não são consideradas uma ameaça à sua população global. No Brasil, foi incluído como pouco preocupante (LC) no Livro Vermelho da Fauna Brasileira Ameaçada de Extinção do Instituto Chico Mendes de Conservação da Biodiversidade (ICMBio) em 2018. Na costa brasileira, a espécie ocorre em diversas áreas protegidas, incluindo a Área de Proteção Ambiental Costa dos Corais, Área de Proteção Ambiental do Arquipélago de Trindade e Martim Vaz, Área de Proteção Ambiental do Arquipélago de São Pedro e São Paulo, Área de Proteção Ambiental Fernando de Noronha, Área de Proteção Ambiental de Guaraqueçaba, Área de Proteção Ambiental Marinha do Litoral Centro, Parque Estadual Marinho da Laje de Santos, Parque Estadual Marinho do Parcel de Manuel Luís e o Monumento Natural do Arquipélago de Trindade e Martim Vaz e Monte Columbia.
O xarelete-carvoeiro é o carangídeo mais abundante nas Índias Ocidentais e o mais frequente nas capturas comerciais em Cuba, onde foi o principal alvo da pesca dessa família, com desembarques entre 300 e 560 toneladas entre 1959 e 1997. Na Jamaica, representa a maior parte das capturas comerciais de xarelete. Na costa nordeste do Brasil, é encontrado tanto em recifes rasos sobre a plataforma quanto em recifes mais profundos, entre cinco e 40 metros de profundidade. A espécie é alvo de pequenas pescarias comerciais no Caribe e integra a pesca artesanal, sendo bastante procurada por pescadores. Em águas americanas, constitui um componente menor da pesca comercial de carangídeos. Os desembarques variaram ao longo do tempo, com registros de aumento nas capturas: de zero entre 1950 e 1998 para um pico de 34 toneladas em Porto Rico em 2001, seguido de flutuações posteriores nos Estados Unidos e em Porto Rico, com declínios relatados desde o início dos anos 2000. Não há registros de captura dessa espécie no Atlântico centro-leste. No Brasil, representa menos de 0,1% da captura total registrada.
Evidências arqueológicas da ilha de São Salvador nas Baamas indicam que a espécie já era capturada por humanos para consumo há muito tempo, com os nativos indígenas frequentemente pescando o xarelete-carvoeiro, embora ele tivesse menor importância em comparação com peixes de recife como os peixes-papagaio (escarídeos) e as garoupas. Atualmente, é capturado em quantidade considerável, embora raramente componha a maior parte das capturas. As estatísticas de captura são escassas para muitos países. Nos Estados Unidos, as capturas são pequenas, variando entre zero e 15 toneladas por ano, enquanto no Caribe os volumes são maiores. Por ser relativamente arisco a anzóis iscados, o xarelete-carvoeiro é capturado principalmente por meio de arrastos e cerco. É comercializado fresco nas Antilhas e nas Baamas, com sua comestibilidade classificada de regular a muito boa.

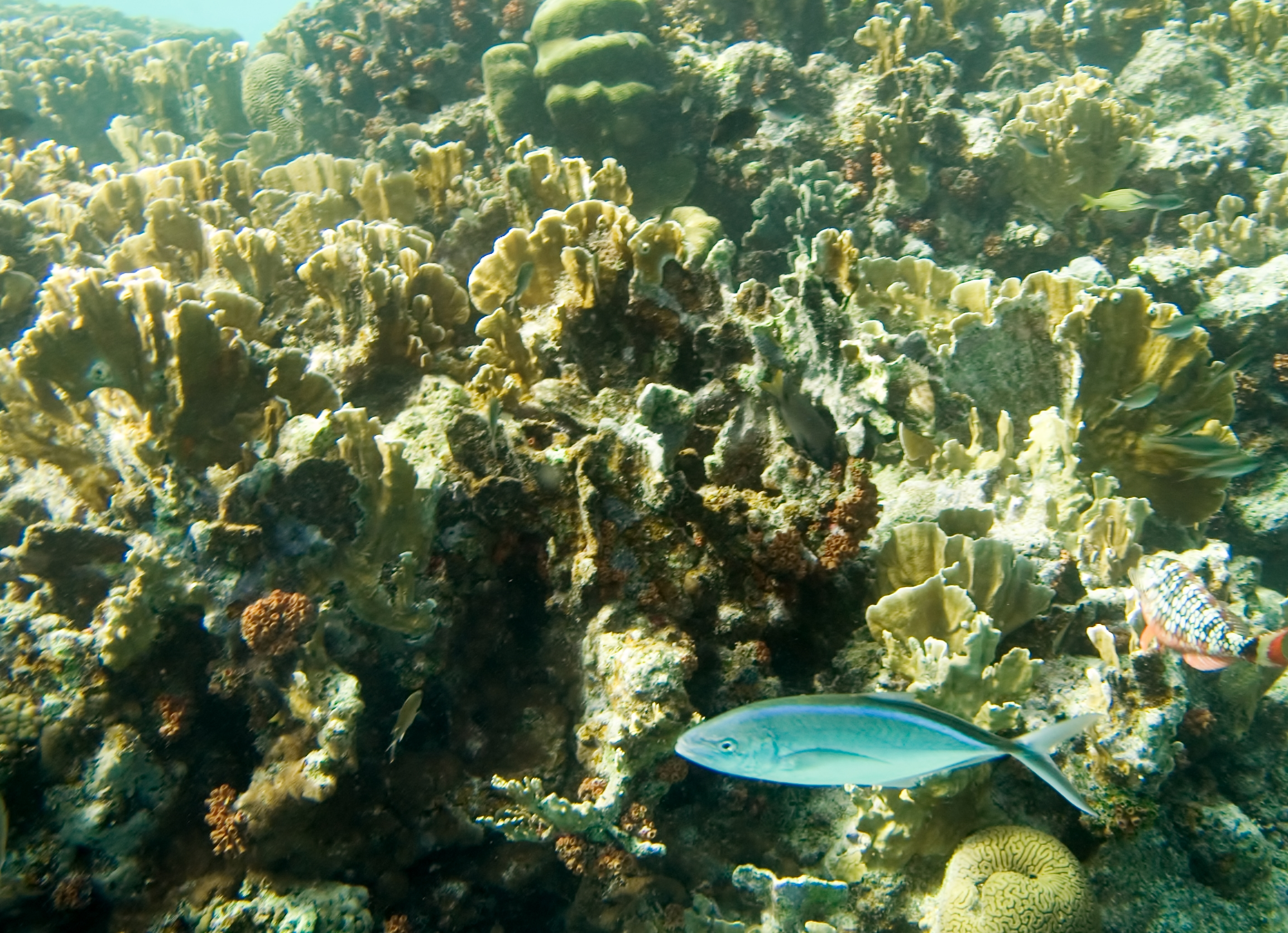
Millepora complanata e xarelete-carvoeiro

A espécie também é valorizada na pesca esportiva com equipamentos leves, sendo considerada um excelente lutador quando fisgada com iscas artificiais pequenas ou moscas. É frequentemente vista empurrando pequenos peixes isca para a superfície, onde pode ser pescada com iscas de superfície ou padrões de mosca variados. Também é amplamente utilizada como isca para grandes peixes de pesca esportiva como marlim e Istiophorus. O recorde mundial da IGFA (All Tackle World Record) para a espécie é de 7 libras e 5 onças (3,32 quilos), capturado com jig próximo à ilha de Martim Vaz, no Brasil, por Fernando de Almeida em maio de 2012. O recorde anterior havia sido estabelecido em Key West, na Flórida. A identificação de exemplares grandes é dificultada pela semelhança com o xarelete-amarelo, que pode atingir até 30 libras. A espécie apresenta risco significativo de acumular toxinas de ciguatera em sua carne (transmitida ao peixe pelo dinoflagelado Gambierdiscus toxicus), com diversos relatos de intoxicação após seu consumo. Um estudo abrangente nas Antilhas classificou o xarelete-carvoeiro como de risco intermediário para presença da toxina, sendo que a maioria dos casos de ciguatera registrados na ilha de São Tomás, nas Ilhas Virgens Americanas, foi atribuída ao consumo dessa espécie.